# Dysstroma albifasciata
Dysstroma albifasciata är en fjärilsart som beskrevs av Packard sensu Hulst 1902. Dysstroma albifasciata ingår i släktet Dysstroma och familjen mätare. Inga underarter finns listade i Catalogue of Life.